# الرداة (الملاجم)

تعديل مصدري - تعديل

الرداة هي إحدى قرى عزلة عفار آل مفتاح بمديرية الملاجم التابعة لمحافظة البيضاء، بلغ تعداد سكانها 403 نسمة حسب تعداد اليمن لعام 2004.